# Clan Douglas
Pour les articles homonymes, voir Douglas.
Le clan Douglas est un clan écossais originaire des Lowlandsdont les membres ont au cours de l'Histoire essaimé dans les Scottish Borders, l'Angus, le Lothian et au-delà. Le clan n'a actuellement pas de chef reconnu par le droit écossais et le Lord Lyon.
Les Douglas ont été par le passé le plus puissant clan d'Écosse. Ses chefs portaient les titres de comte de Douglas (Black Douglas), comte d'Angus (Red Douglas) et, à un moment, comte de Morton (en). Beaucoup de Douglas se sont mariés avec des membres de maisons nobles ou royales écossaises ou européennes (Bade, Monaco, Hohenzollern, Portugal, Bavière, Autriche) assurant l'influence et l'enrichissement du clan en Écosse comme dans d'autres pays d'Europe. Le siège ancestral du clan est le château de Douglas (en), dans le Lanarkshire, mais ses membres ont ensuite occupé divers domaines à travers l'Écosse.
On peut trouver des sépultures de Douglas dans le monde entier, notamment à l'abbaye de Saint-Germain-des-Prés à Paris, à l'abbaye de Vreta à Linköping, et à l'abbaye de Melrose. Mais leur lieu de sépulture principal est sans doute la St Bride's Kirk de Douglas. Consacrée en l'honneur de Brigitte d'Irlande, sainte patronne des Douglas, cette église abrite les mausolées de nombreux Douglas célèbres, dont celui de James Douglas.
Une branche de la famille Douglas est installée au royaume de Suède et descend du feld-maréchal Robert Douglas, comte de Skenninge. Cette branche est l'une des plus importantes familles nobles de Suède depuis le 17e siècle et figure encore parmi les plus riches du royaume,.

## Nom
Le clan tire son nom du village de Douglas, dans le South Lanarkshire.

## Géographie
Le clan Douglas est un clan écossais historique originaire des Lowlands. Ses membres ont ensuite essaimé dans les Scottish Borders, l'Angus, le Lothian et au-delà. 

## Histoire

### Les Douglas «noirs» et «rouges»
En 1346, William Douglas (c. 1327–1384), neveu de sir James Douglas, compagnon de Robert Bruce, rentre en Écosse pour réclamer le titre de chef du Clan Douglas. Il l'obtient en 1353 en assassinant son parrain, sir William Douglas, seigneur de Liddesdale, et est par la suite fait comte de Douglas en 1358. William Douglas demeure sur les terres de Tantallon sous Robert Stewart, comte de Fife (c.1340-1420), de 1371 à 1372, quand ce dernier abdique de son titre en faveur de son fils Murdoch. Le château héberge la belle-sœur et maîtresse de William, Margaret Stewart, comtesse d’Angus, mère de son fils illégitime George Douglas (1380-1403) En 1388, à la mort du 2e comte de Douglas, le comte de Fife réclame les terres de Tantallon mais confirme le droit de la comtesse à y vivre. Plusieurs tentatives ont lieu pour l'en déloger, mais l'accord est formalisé par le parlement en avril 1389 et George Douglas reconnu comte d'Angus, en tant qu'héritier de sa mère.
Cela engendre la division de la maison de Douglas, Archibald the Grim devenant chef de la branche principale, surnommée les Douglas « noirs », tandis que George Douglas fonde celle des Douglas « rouges ».
En 1397, George Douglas épouse Mary, fille du roi Robert III, ralliant ainsi les Douglas « rouges » à la maison royale des Stuart. Le 3e comte d’Angus fait de Tantallon sa résidence principale et entre en rébellion de 1443 à sa mort en 1446. Il lance des raids sur les terres d’Abercorn appartenant aux Douglas « noirs », entraînant des représailles et la confiscation de ses domaines quelques mois avant sa mort. En 1452, le roi Jacques II accorde Tantallon au 4e comte d’Angus, frère du 3e, chef des armées royales qui battirent les Douglas « noirs » à la bataille d'Arkinholm en mai 1455.

### Rébellion contre la couronne d'Écosse
Les Douglas « rouges », en la personne d'Archibald « Bell-the-Cat » (1453–1514), le 5e comte d’Angus, se rebellent à leur tour contre l’autorité royale en 1482. Vers 1490, le comte trahit l’Écosse et promet à Henri VII d'Angleterre de lui livrer Jacques IV. Le complot ayant été éventé, le comte d’Angus se réfugie à Tantallon où il se prépare à soutenir un long siège. Le 11 octobre 1491, l’armée de Jacques IV assiège le château à l’aide de canons provenant d’Édimbourg et de Linlithgow, ainsi que d’arbalètes et de couleuvrines de Leith. Un navire royal, The Flower, est également dépêché sur place afin de bloquer l’accès à la mer. Archibald se rend rapidement, évitant au château de souffrir d’importants dommages. En 1493, il revient en grâce et est nommé Lord Chancelier d'Écosse.
En 1514, Archibald Douglas, 6e comte d'Angus (1490–1557) épouse la veuve de Jacques IV, Marguerite Tudor, fille d’Henri VII et régente d’Écosse. À la suite de ce mariage, la régence est alors confiée à John Stuart, qui s’empare de Tantallon en 1515 avant de le restituer l’année suivante à la suite d'un accord.
En 1525, Archibald Douglas, avec l’aide d’Henri VIII d'Angleterre, organise un coup d'État virtuel, enfermant le jeune roi et se proclamant chancelier. Mais, en 1528, Jacques V, alors âgé de seize ans, s’échappe pour rejoindre sa mère à Stirling et le condamne à la mort civile (attainder), le bannissant jusqu’au « nord du Spey ». Loin d’obéir, le comte d'Angus se réfugie à Tantallon avant de partir en Angleterre. Le château est alors saisi par le roi, mais le comte parvient à le reprendre et à renforcer ses défenses. Le 23 octobre 1528, Jacques V assiège le château et, pour ce faire, emprunte l’artillerie du château de Dunbar. Mais, faute de pouvoir être positionnés suffisamment près des murailles à cause des fossés, ceux-ci ne font guère de dégâts. Le roi lève donc le siège et regagne Édimbourg, moment que choisit Angus pour contre-attaquer et s’emparer de l’artillerie. En 1529, Archibald Douglas part en Angleterre, et Jacques V s'empare enfin de Tantallon. À la mort de Jacques V en 1542, le comte d'Angus revient et récupère le château de Tantallon.

## Filiation
- Archibald Douglas de Glenbervie (en)
  - William Douglas (9e comte d'Angus)
    - William Douglas, 10e comte d'Angus (en)
      - William Douglas (1er marquis de Douglas)
        - William Hamilton (duc de Hamilton)
          - James Hamilton (4e duc de Hamilton)
            - Anne Hamilton
              - Charles Powell Hamilton (en)
                - Augustus Hamilton (1781-1849)
                  - Charles Douglas-Hamilton  (1808-1873)
                    - Alfred Douglas-Hamilton (13e duc de Hamilton)
                      - Douglas Douglas-Hamilton
                        - Angus Douglas-Hamilton (15e duc de Hamilton)
                          - Alexander Douglas-Hamilton (16e duc de Hamilton)

## Les châteaux des Douglas

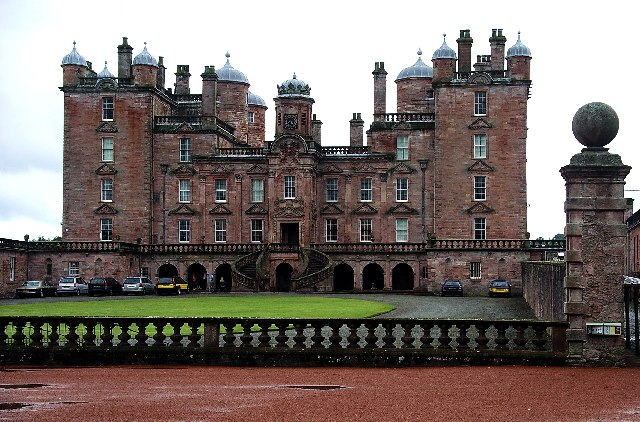
Le château de Drumlanrig.

- le château d'Aberdour, Fife, ayant appartenu aux comtes de Morton (partiellement préservé).
- le château de Balvenie (en), Moray, ayant appartenu à James Douglas, 7e comte de Douglas (en ruines).
- le château de Berwick, Northumberland, administré par Sir William Douglas le Hardi (en ruines et intégré en partie à la gare de Berwick-upon-Tweed).
- le château de Bothwell, South Lanarkshire (en ruines).
- le manoir Bowhill, Selkirkshire, résidence du duc de Buccleuch (préservé).
- le palais de Dalkeith (en), Midlothian (grandement aménagé).
- le château de Douglas (en), South Lanarkshire (en ruines).
- le château de Drumlanrig, Dumfries and Galloway, manoir du XVIIe siècle appartenant au duc de Buccleuch (préservé).
- le château de l'Hermitage, Roxburghshire, place forte des Douglas au XIIIe siècle (en ruines mais en partie restauré).
- le château de Hume (en), Berwickshire, demeure de Sir Alexander Douglas (en ruines).
- le château de Kilspindie, East Lothian, demeure des Douglas de Kilspindie (totalement en ruines).
- le manoir Lennoxlove, East Lothian, demeure du duc d'Hamilton (préservé).
- le château de Loch Leven, Perth and Kinross, première demeure du comte de Morton (en ruines).
- le château de Morton (en), Dumfries and Galloway, siège ancestral des comtes de Morton (en ruines).
- le château de Roxburgh, Scottish Borders, pris par Sir James Douglas (totalement en ruines).
- le château de Tantallon, East Lothian, place forte des comtes d'Angus (partiellement en ruines).
- le château de Threave, Dumfries and Galloway (en ruines).

## Tartan

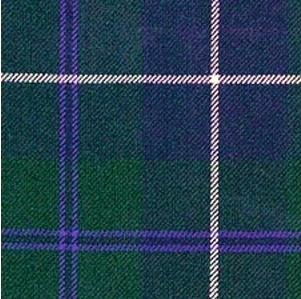
Tartan moderne du clan Douglas.

## Dans la culture populaire
- (en) Walter Scott (trad. Auguste-Jean-Baptiste Defauconpret), Le Château périlleux [« Castle Dangerous »], Charles Gosselin, 1832 (1re éd. 1831), qui met en scène le château de Douglas.